# Margaret Johnson
Pour la personnalité néo-brunswickoise, voir Margaret Johnson (femme politique).
Pour l’article homonyme, voir Regent Sky.
Le Margaret Johnson est un porte-conteneurs construit en 1969 aux chantiers navals Oy Wärtsilä Ab de Turku pour la compagnie Rederi Ab Nordstjernan. Il est lancé le 29 août 1969 et mis en service en mars 1970. En 1986, il est vendu avec deux de ses navires jumeaux, l’Annie Johnson et l’Axel Johnson, à la compagnie Regency Cruises qui souhaite les convertir en navire de croisière, mais la reconstruction est abandonné en octobre 1986 à cause de problèmes financiers. En 1987, il est vendu à la casse et détruit à Aliağa.
Ses moteurs ont été réutilisés sur le navire de croisière Regent Star de 1986 à la démolition de celui-ci en 2004.

## Histoire
Le Margaret Johnson est un porte-conteneurs construit en 1969 aux chantiers navals Oy Wärtsilä Ab de Turku pour la compagnie Rederi Ab Nordstjernan. Il est lancé le 29 août 1969 et mis en service en mars 1970.

### Projet de transformation
En 1986, il est vendu avec deux de ses navires jumeaux, l’Annie Johnson et l’Axel Johnson, à la compagnie Regency Cruises qui souhaite les convertir en navire de croisière. L’Axel Johnson devient le Regent Sun, l’Annie Johnson devient le Regent Moon et le Margaret Johnson devient le Regent Sky.
Ils sont envoyés au Pirée, mais la reconstruction est abandonné en octobre 1986 à cause de problèmes financiers. Les navires sont mis en vente et, en novembre 1987, le Regent Sky est vendu à la casse et détruit à Aliağa. Entre-temps, ses moteurs ont été retirés et replacés sur le navire de croisière Regent Star.
Il quitte Le Pirée le 2 décembre 1987 en remorque et arrive à Aliağa le 5 décembre 1987.

## Navires-Jumeaux
Il a quatre navires jumeaux:
- l’Annie Johnson, transformé en navire de croisière en 1990 et détruit en 2012 à Aliağa.
- l’Antonia Johnson, qui a été détruit en 1999 à Alang.
- l’Axel Johnson, transformé en navire de croisière en 1990 et détruit en 2014 à Alang.
- le San Francisco, qui a été détruit en 2007 à Alang.